# Sender Mühlacker
Der Sender Mühlacker ist eine Sendeeinrichtung für Rundfunk bei Mühlacker im Enzkreis, die aus einem gegen Erde isolierten Stahlrohrmast und einem freistehenden Stahlfachwerkturm besteht. In seiner ersten Version von 1933 war der Sendemast das höchste Holzbauwerk der Welt. Der Sender, damals Großfunksender genannt, wird vom SWR als Eigentümer der Anlage zur Verbreitung von Hörfunkprogrammen auf UKW sowie für Richtfunk genutzt. Eine Ausstrahlung im DAB+ Modus wurde am 25. November 2019 aufgenommen. Der zu dieser Anlage gehörende Kurzwellensender, über den zuletzt das Programm SWR3 verbreitet wurde, wurde am 19. Oktober 2004 stillgelegt.
Der Mittelwellensender, über den jahrzehntelang das Programm von Südfunk 1 und zuletzt das von SWR cont.ra verbreitet wurde, wurde am 8. Januar 2012 vom SWR abgeschaltet und stillgelegt.

## Beschreibung
Seit 1930 ist Mühlacker Standort eines großen Senders. Die Einweihung des ersten deutschen Großsenders mit einer Sendeleistung von 60 kW fand am 21. November 1930 statt. Bis zum 20. Dezember 1930 lief der von Telefunken gebaute siebenstufige Sender im Probebetrieb und nahm am 20. Dezember 1930 auf 833 kHz seinen Betrieb auf. Diese Sendeleistung erforderte eine Röhrenleistung von 360 kW, die von 18 wassergekühlten 20-kW-Röhren (Type RS255) aufgebracht wurde.
Die Kosten für den ersten Sender in Mühlacker beliefen sich auf fast 450.000 RM. Der komplette Sender befand sich im Besitz der Deutschen Reichspost, die den Sender an die Süddeutsche Rundfunk AG (SÜRAG) vermietete bzw. für diese betrieb.
Am 20. Dezember 1933 tauschten die Sender Berlin, Mühlacker und München die Sendefrequenz, um die Technik leichter an den Luzerner Wellenplan anpassen zu können.
1934 musste der Sender zum ersten Mal umfassend modernisiert werden. Anstelle der 18 kleinen Senderöhren wurde die Endstufe durch zwei 300-kW-Röhren (Type RS300) ersetzt, die jetzt eine Sendeleistung von insgesamt 100 kW erbrachten. Der umgebaute Sender wurde am 15. Januar 1934 gleichzeitig mit dem Inkrafttreten des Luzerner Wellenplans auf 524 kHz in Betrieb genommen.

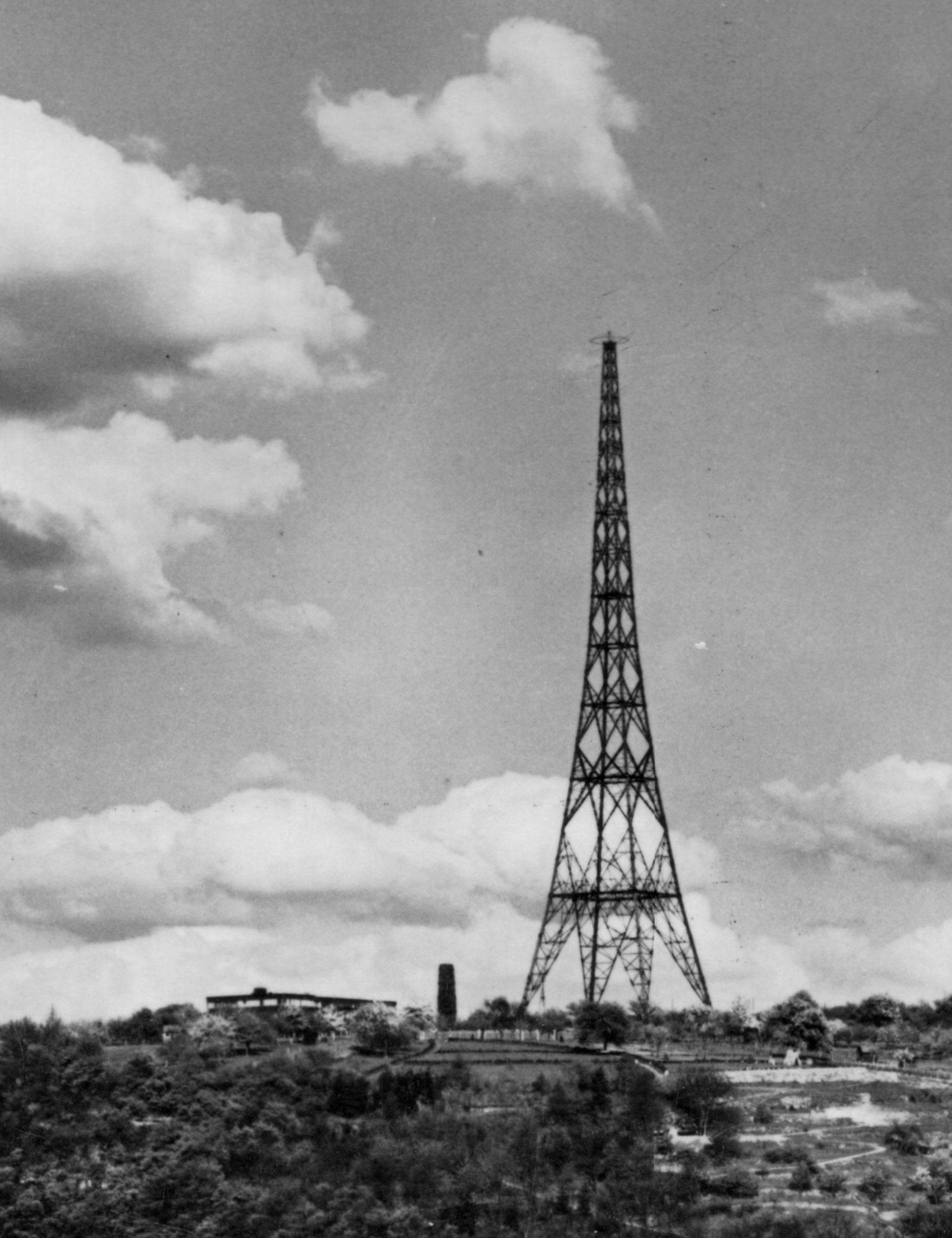
Hölzener Sendeturm mit einer Höhe von 190 m, 1934–1945

Als Antennenanlage diente bis 1934 eine T-Antenne, die an zwei 100 Meter hohen Holztürmen aus Pech-Kiefer montiert war, die sich in einem Abstand von 310 Metern befanden. 1933/34 wurde diese Antenne durch eine Sendeantenne ersetzt, die aus einem Draht bestand, der in einem 190 Meter hohen Holzturm aufgehängt war. Einer der demontierten Türme wurde später in Koblenz wiederaufgebaut. Diese Sendeantenne besaß gegenüber der Vorläuferanlage den Vorteil, dass sie weniger Steilstrahlung produzierte, wodurch sich ein größerer Bereich des schwundfreien Empfangs in den Abendstunden ergab. Am 6. April 1945 wurde dieser Turm, der der höchste Holzbau aller Zeiten gewesen sein dürfte, von Pionieren der Wehrmacht gesprengt.
Der Sender Mühlacker war ein Festfrequenzsender, d. h. seine Ausgangsfrequenz konnte nicht beliebig schnell geändert werden. Schon vor Kriegsbeginn wurde jedoch eine durchgängige Frequenzeinstellung über den gesamten Mittelwellenbereich gefordert. Deshalb wurde von September 1939 bis März 1940 der fahrbare Sender IV der Deutschen Reichspost in Gundelsheim bei Bad Wimpfen benutzt, um im Falle von Fliegerangriffen den Sendebetrieb für Mühlacker zu übernehmen.
Im März 1940 erhielt Mühlacker dann einen zweiten sogenannten „Umbausender“. Dieser 100 kW-Telefunken Sender konnte binnen kurzer Zeit im Frequenzbereich von 500 kHz bis 1350 kHz und später auch bis 1500 kHz verändert werden. Tagsüber wurde dieser Sender als Stör- und Propagandasender betrieben, am Abend wurde er dem Gleichwellennetz des Reichsrundfunk zugeschaltet.
Heute ist der wichtigste Antennenträger der Anlage ein 273 Meter hoher gegen Erde isolierter Stahlrohrmast bei 48° 56′ 31″ nördlicher Breite und 8° 51′ 14″ östlicher Länge mit 1,67 Meter Durchmesser, der 1949 errichtet wurde. Er diente als selbststrahlender Sendemast für Mittelwelle (Frequenz: 576 kHz, Leistung: 100 Kilowatt) und trägt auf seiner Spitze eine Superturnstile-Antenne für UKW-Rundfunk. Der große Sendemast ist durch einen Trennisolator in zwei Sektionen unterteilt. Durch diese Maßnahme ist eine Doppelspeisung möglich, wodurch das Gebiet des nahschwundfreien Empfangs vergrößert wird (schwundmindernde Sendeantenne). An den äußersten Abspannfundamenten des Sendemastes befinden sich Flugsicherheitslampen, um das Spannfeld der Abspannseile besser zu kennzeichnen.
Bis 1993 existierte bei 8° 51′ 2″ östlicher Länge und 48° 56′ 33″ nördlicher Breite auf dem Areal der Sendeanlage noch ein 110 Meter hoher gegen Erde isolierter abgespannter Stahlfachwerkmast mit einer UKW-Antenne auf der Spitze. Er wurde 1948 errichtet und diente bis 1963 zur Verbreitung des Programms von AFN. Ab 1963 war er Bestandteil der Richtstrahlantenne des SDR für den oben beschriebenen Mittelwellensender. 1993 wurde er wegen Baufälligkeit gesprengt. Ein ursprünglich geplanter Neubau ist bis heute nicht realisiert worden.
Daneben standen noch zwei weitere Sendemasten von 130 Meter und 80 Meter Höhe und zwei Sendeantennen für Kurzwelle. Der sich bei 48° 56′ 36″ nördlicher Breite und 8° 51′ 21″ östlicher Länge befindende 130 Meter hohe Sendemast, der wie der 273 Meter hohe Sendemast als gegen Erde isolierter selbststrahlender Stahlrohrmast ausgeführt war, diente bis zu der aus EMVU-Gründen erfolgten Leistungsreduzierung des MW-Senders von 300 kW auf 100 kW Anfang 1996 in Verbindung mit dem 273 Meter hohen Sendemast zur Verwirklichung einer MW-Richtantenne mit Abstrahlminimum in südwestlicher Richtung während der Nachtstunden. Seit der Leistungsreduzierung ist diese Ausblendung nicht mehr nötig; der Sendemast diente nur noch als Reserveantenne.
Der ehemalige bei 8° 51′ 10″ östlicher Länge und 48° 56′ 29″ nördlicher Breite befindliche 80 Meter hohe Gittermast war ein gegen Erde isolierter Stahlfachwerkmast mit dreieckigem Querschnitt. Er wurde 1977 errichtet, um die Abstrahlung des Mittelwellensenders in südlicher Richtung zu verbessern, und diente auch als Träger von Mobilfunkantennen. Dieser Mast lag mit dem in unmittelbarer Nähe befindlichen 273 Meter hohen Hauptsendemast und dem 130 Meter hohen Mast annähernd auf einer Linie. Am 23. Januar 2006 wurde dieser Sendemast demontiert, da der 2004 errichtete freistehende Stahlfachwerkturm seine Funktionen (außer Mittelwelle) übernahm.
Als Kurzwellensendeantenne war eine T-Antenne mit Rundstrahlcharakteristik, die an zwei abgespannten Stahlfachwerkmasten montiert war, vorhanden. Daneben existierte noch eine Kurzwellenreserveantenne in Form eines kleinen ca. 10 Meter hohen selbststrahlenden Sendemasten. Der Kurzwellensendebetrieb wurde am 19. Oktober 2004 eingestellt und die Antennen demontiert.

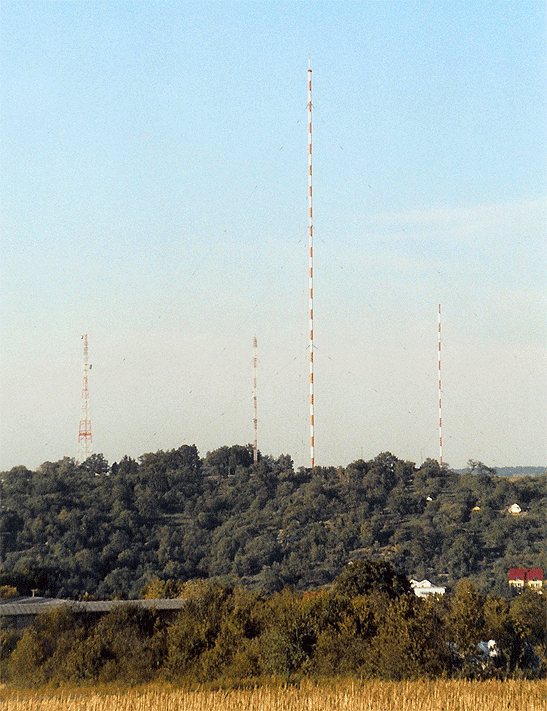
Sendeanlage Mühlacker im September 2004 Antennenträger (von links nach rechts): Stahlfachwerkturm für Richtfunk und UKW-Rundfunk, Höhe 93 m, Baujahr 2004; Ausblendmast für Mittelwelle mit Mobilfunkantennen, Höhe 80 m, Baujahr 1977; Hauptsendemast für Mittelwelle, Höhe 273 m, Baujahr 1950; Ausblendmast für Mittelwelle, Höhe 130 m, Baujahr 1954. Zwischen dem Hauptsendemast und dem Ausblendmast befinden sich die beiden grauen Tragmasten der KW-Antenne, welche auf dem Bild kaum zu erkennen sind.

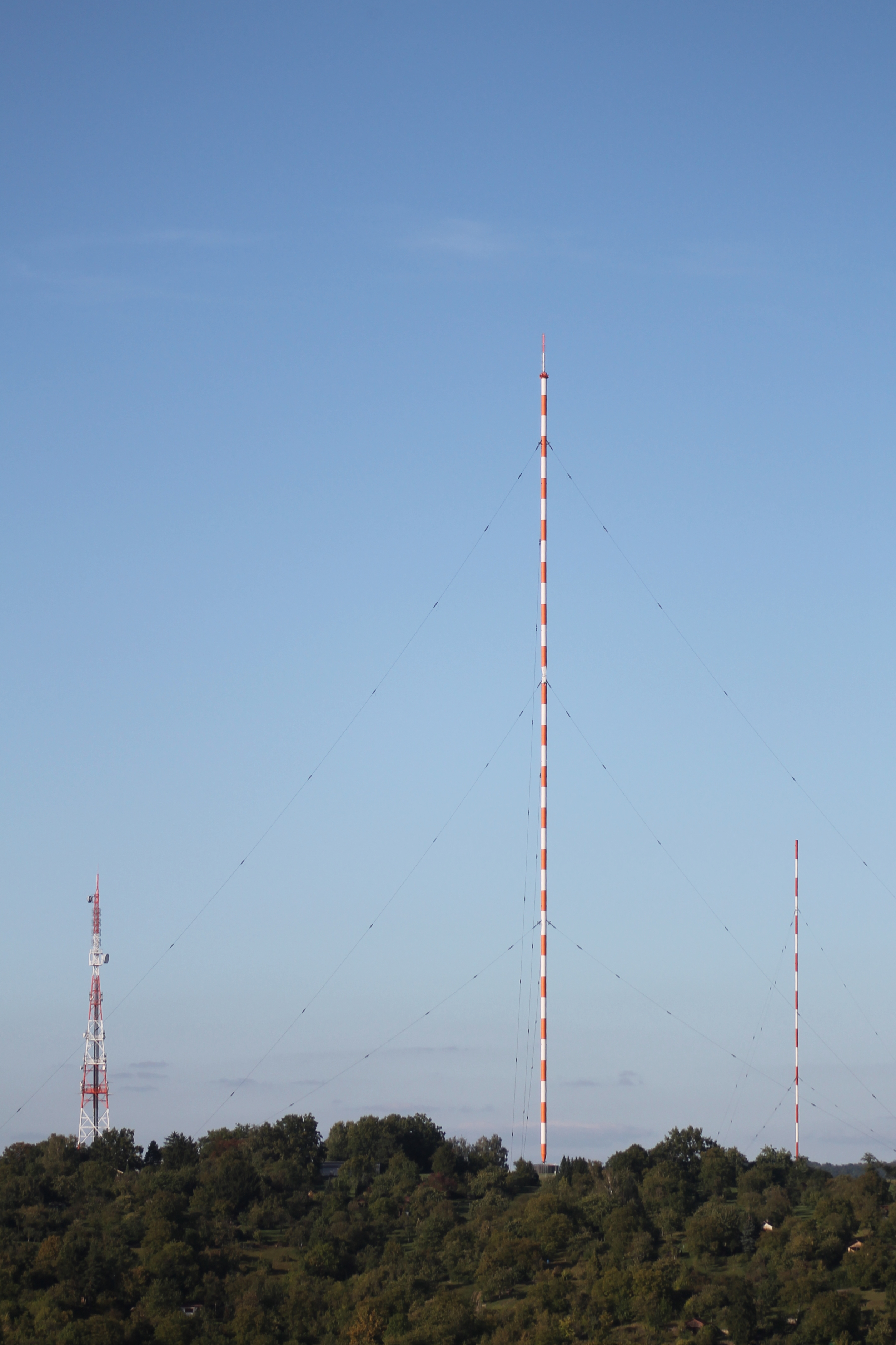
Sendeanlage Mühlacker im September 2011

Ferner existierte noch bis 2004 bei 8° 51′ 5″ östlicher Länge und 48°5 6′ 30″ nördlicher Breite ein grauer, gegen Erde isolierter Sendemast, der ursprünglich zusammen mit dem 1993 abgerissenen 110 Meter hohen Sendemast eine Richtantenne für die Verbreitung des AFN-Programms bildete. Dieser Mast diente von 1963 bis zu seinem Abriss Anfang 2004 als Sendeantenne eines Funkfeuers und als Tragmast von Antennen für den stationsinternen Sprechfunkdienst.
Etwas entfernt von diesem wurde im August 2004 ein 93 Meter hoher freistehender Stahlfachwerkturm für die Aufnahme von Richtfunkantennen sowie Mobilfunk- und UKW-Antennen errichtet. Heute trägt er auch Antennen für DAB+.
Vom 4. bis 5. Mai 2008 gab es infolge eines Heizungsbrandes einen mehrstündigen Senderausfall. Im Sommer 2010 wurde ein neuer 100 kW-Mittelwellensender der Firma Transradio Sendersysteme Berlin installiert, der einen älteren Sender NA100 der Firma Nautel ersetzte, der fortan als Reservesender diente. Zuvor hatte ein 300 Kilowatt starker Röhrensender des Typs Telefunken S4004 aus dem Jahr 1982 die Aufgabe als Reservesender inne, der im Jahr 2010 verschrottet wurde.

## Abschaltung und Stilllegung des Senders für Mittelwelle, Erhaltung des Sendemasts

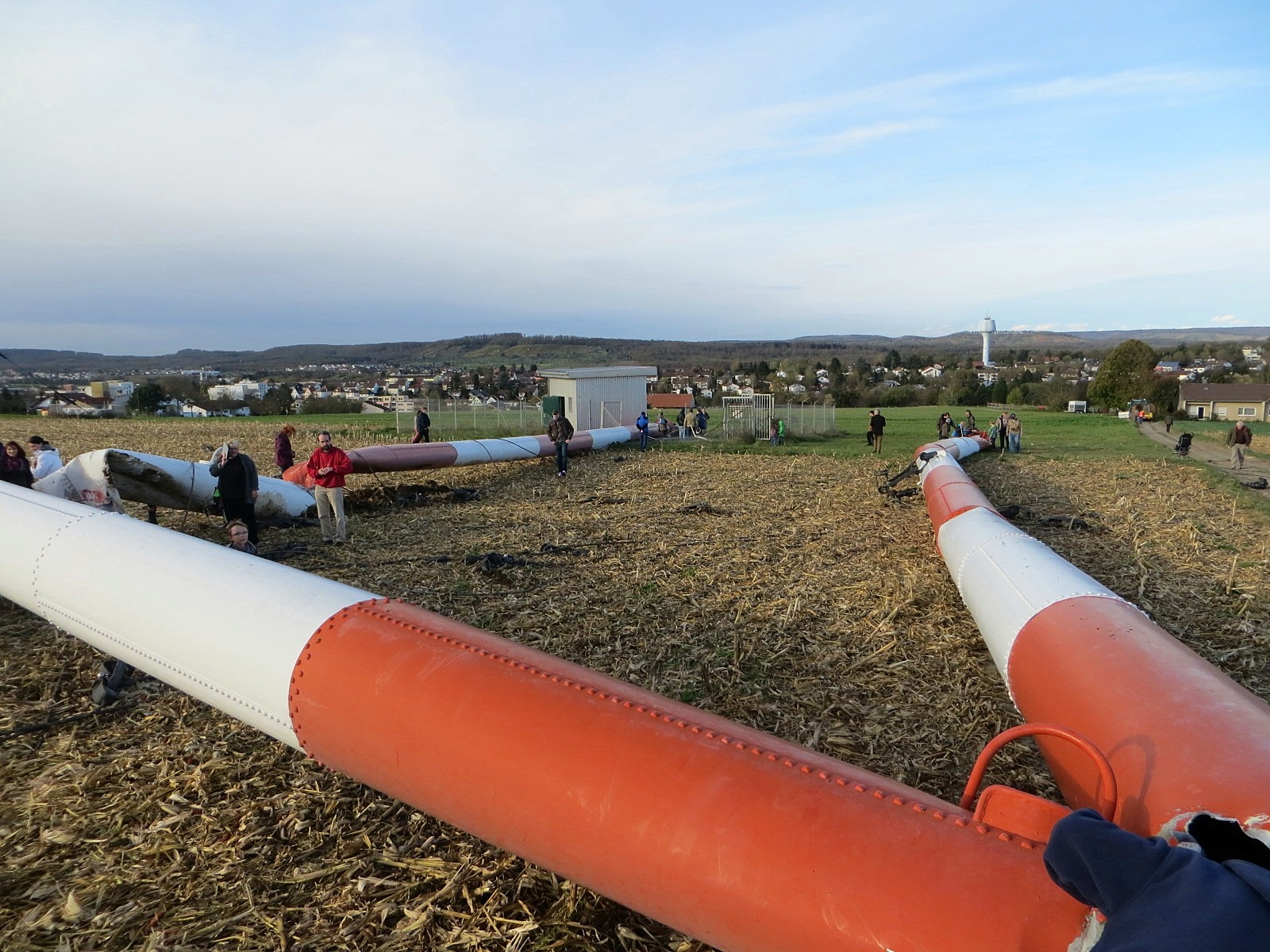
Nach der Sprengung der Reserveantenne

Der Mittelwellensender Mühlacker wurde am 8. Januar 2012 um 23 Uhr endgültig abgeschaltet, da der SWR die sehr kostenintensive Ausstrahlung seines Informationsprogramms SWR cont.ra über die Mittelwellensender in Baden-Württemberg und Rheinland-Pfalz aufgab. Nachdem die Modulation des Senders schon am Abend abgeschaltet worden war, wurde das Programm SWR cont.ra gegen 22:45 Uhr noch einmal aufgeschaltet. Um 23:00 Uhr stellte der Sender ohne Abmoderation seinen Sendebetrieb endgültig ein, und andere auf der Frequenz sendende Stationen waren zu hören (der spanische Sender Radio 5). Statt des Mittelwellensenders wollte sich der SWR auf den Aufbau einer flächendeckenden Versorgung seiner Programme über DAB+ konzentrieren.
Da die Anlage historisch bedeutend ist und erst im Sommer 2010 durch Installation eines neuen Sendegeräts modernisiert wurde sowie zur Verbreitung eines Programms (SWR cont.ra) diente, welches außer im Kernstadtgebiet von Stuttgart nicht über UKW empfangen werden kann, gab es Proteste gegen diese Maßnahme.
Der funktionslose 130 Meter hohe Stahlrohrmast, der zuletzt als Reserveantenne für Mittelwelle diente, ist am 5. November 2013 abgerissen worden. Dazu wurden die Halteseile einer Richtung getrennt, damit die verbleibenden Halteseile den Mast in die gewünschte Richtung zogen und zu Fall brachten.
Der Abbau des ebenfalls ungenutzten 273 Meter hohen Hauptsendemastes sollte bis 2017 erfolgen, da die erforderlichen finanziellen Mittel für seine Erhaltung sowohl beim SWR als auch bei der Stadt Mühlacker nicht vorhanden waren. Hintergrund des verspäteten Abrisszeitpunktes war die Gartenschau 2015. Die künftige Ausstrahlung des Digitalradios DAB sollte vom 93 Meter hohen Stahlfachwerkmast erfolgen, von dem bereits UKW abgestrahlt wurde.
2016 wurde der Sendemast erneut vom baden-württembergischen Landesamt für Denkmalpflege begutachtet und als „technisches Kulturdenkmal“ eingestuft. Die Behörde pochte daher auf dessen Erhalt. Trotzdem hielt der SWR an seinen Abbruchplänen fest.
In der Stadt Mühlacker hatte sich außerdem eine Bürgerinitiative für den Erhalt des Senders gebildet. Diese wollte Geldmittel zum Erhalt des Mastes beisteuern und legte außerdem Pläne zur weiteren Nutzung des Sendergeländes vor. Für viele Bürger von Mühlacker ist der Sendemast das Wahrzeichen der Stadt.
Über den Abbruchantrag wurde seitens des zuständigen Regierungspräsidiums Karlsruhe am 5. März 2020 entschieden. Die Behörde bestätigte zwar einerseits die Denkmaleigenschaft, erteilte aber zugleich die Abbruchgenehmigung, da dem SWR der Erhalt wirtschaftlich nicht zumutbar sei. Als Möglichkeit zum Erhalt verbleibe der Verkauf und weitere Verhandlungen. Eine Investorengruppe war bereit, das Grundstück zu erwerben, um den Mast zu erhalten. Der SWR kündigte jedoch an, den Abbruch in Kürze zu vollziehen. Für den auch von der Stadt Mühlacker erwogenen Erwerb des Senders mitsamt dem umliegenden Areal hatte der SWR zuvor 550.000 Euro angesetzt. Hinzu kämen anteilige Sanierungskosten in Höhe von derzeit geschätzten rund 200.000 Euro (der Rest soll über Fördermittel abgedeckt werden) und etwaige Folgekosten.
Am 20. März 2020 wurde bekannt, dass die Sprengung des Sendemasts abgewendet und dieser mitsamt dem Areal von einer Investorengruppe um den ehemaligen SPD-Fraktionschef im Gemeinderat von Mühlacker, Thomas Knapp, übernommen wird. Diese zahlt dafür 550.000 Euro an den SWR und hat sich zusätzlich verpflichtet, die Spannschlösser zu erneuern. Die Investoren unterschrieben am 23. März 2020 eine Erklärung für die Haftungsübernahme. Dazu wurde eine Sender Mühlacker GmbH & Co. KG gegründet. Anfang Mai 2020 begann der Austausch der Spannschlösser des Sendemastes. Bis zum 3. Juli wurden sie für 70.000 Euro ersetzt. Am 27. Juli 2020 wurde der Kaufvertrag unterschrieben.

## Frequenzen und Programme

### Analoger Hörfunk (UKW)
Beim Antennendiagramm sind im Falle gerichteter Strahlung die Hauptstrahlrichtungen in Grad angegeben.
| Frequenz (MHz) | Programm                | RDS PS   | RDS PI | Regionalisierung | ERP (kW) | Antennendiagramm rund (ND)/gerichtet (D) | Polarisation horizontal (H)/vertikal (V) |
| -------------- | ----------------------- | -------- | ------ | ---------------- | -------- | ---------------------------------------- | ---------------------------------------- |
| 95,7           | SWR 4 Baden-Württemberg | SWR4_KA_ | D804   | Karlsruhe        | 2        | ND                                       | H                                        |

### Digitaler Hörfunk (DAB+)
Am 25. November 2019 wurde am Sender Mühlacker mit dem Multiplex des Südwestrundfunks die Verbreitung von digitalem Hörfunk im DAB+-Standard aufgenommen. DAB+ wird in vertikaler Polarisation und im Gleichwellenbetrieb (SFN) mit anderen Sendern ausgestrahlt.
| Block                  | Programme (Datendienste) | ERP (kW) | Antennen- diagramm rund (ND), gerichtet (D) | Polarisation horizontal (H)/ vertikal (V) | Gleichwellennetz (SFN) |
| ---------------------- | --- | -------- | ------------------------------------------- | ----------------------------------------- | --- |
| 9D SWR BW N (D__00234) | DAB+ Block des SWR - SWR1 BW (112 kbps) - SWR Kultur (128 kbps) - SWR3 (Rheinland bis Bodensee) (112 kbps) - SWR4 HN (Studio Heilbronn) (112 kbps) - SWR4 KA (Studio Karlsruhe) (112 kbps) - SWR4 MA (Studio Mannheim) (112 kbps) - SWR4 S (Studio Stuttgart) (112 kbps) - SWR4 UL (Studio Ulm) (112 kbps) - SWR Aktuell (72 kbps) - DASDING (112 kbps) - EPG (24 kbps) - TPEG (16 kbps) | 5        | ND                                          | V                                         | Aalen, Baden-Baden (Merkur), Bad Mergentheim (Am Kettenwald), Buchen (Odenwald), Ettlingen (Wattkopf), Hardberg, Heidelberg (Königstuhl), Heidenheim-Osterholz, Heilbronn (Weinsberg), Herbrechtingen, Langenburg, Langenbrand, Mannheim-Oststadt, Mühlacker, Murgtal (Draberg), Geislingen (Oberböhringen), Schwäbisch Gmünd, Stuttgart (Fernsehturm), Stuttgart (Funkhaus), Waldenburg (Friedrichsberg), Wertheim |

### Analoger Hörfunk (MW) (abgeschaltet)
Über seinen leistungsstarken Mittelwellensender sendete der Süddeutscher Rundfunk sein Hörfunkprogramm SDR 1, jahrelang mit einer abendlichen Abtrennung für die Gastarbeiterprogramme ab 19 Uhr („La Radio Bavarese presenta un programma italiano ...“). Zuletzt wurde bis zum 8. Januar 2012 über den Sender Mühlacker folgendes Programm über Mittelwelle ausgestrahlt:
| Sendername  | Regionalprogramm | Frequenz | ERP    | Bemerkung                                 |
| ----------- | ---------------- | -------- | ------ | ----------------------------------------- |
| SWR cont.ra | –                | 576 kHz  | 100 kW | Am 8. Januar 2012 um 23 Uhr abgeschaltet. |

Der Mittelwellensender wurde nach Kasachstan verkauft.

## Bilder

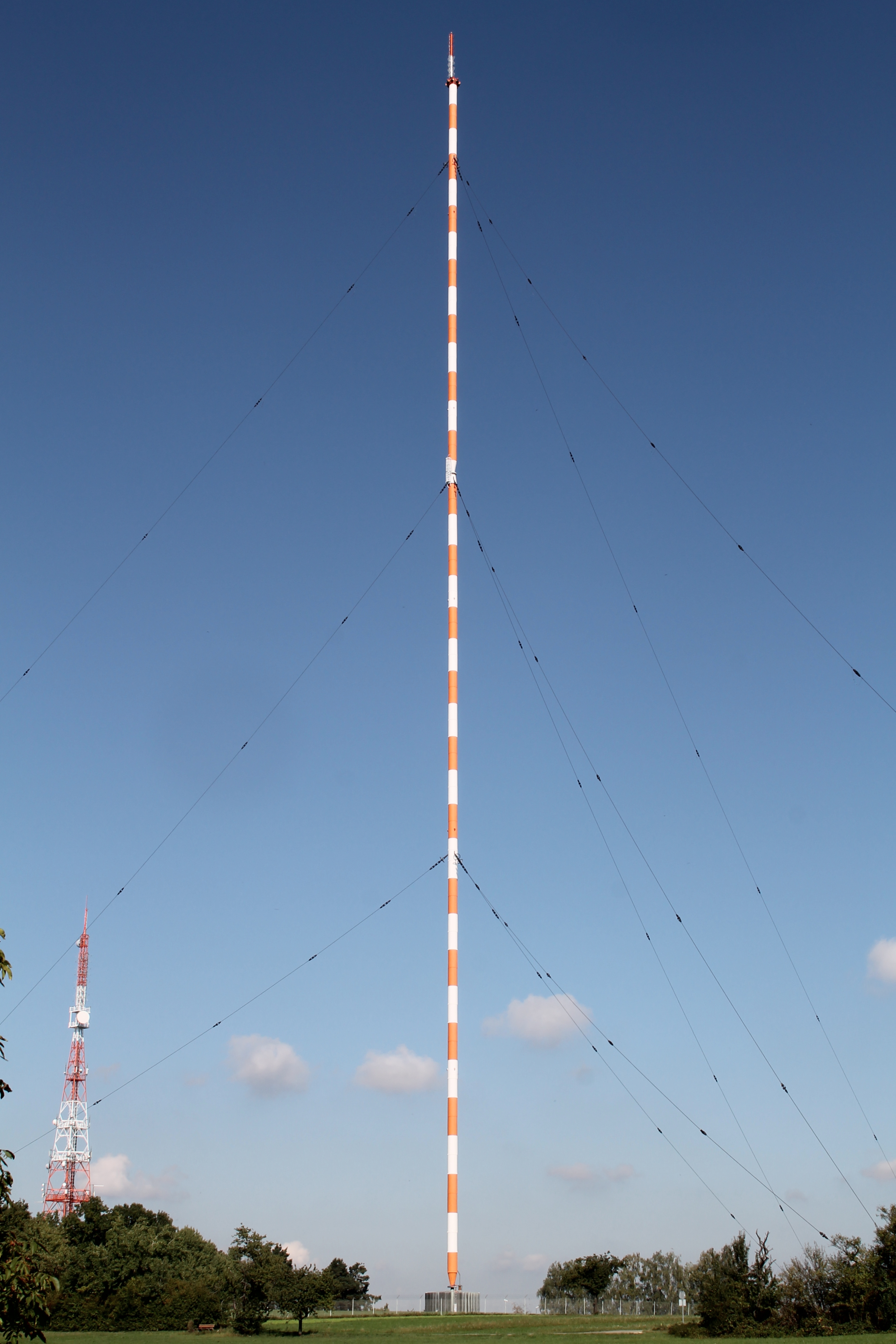
Der 273 Meter hohe Hauptsendemast
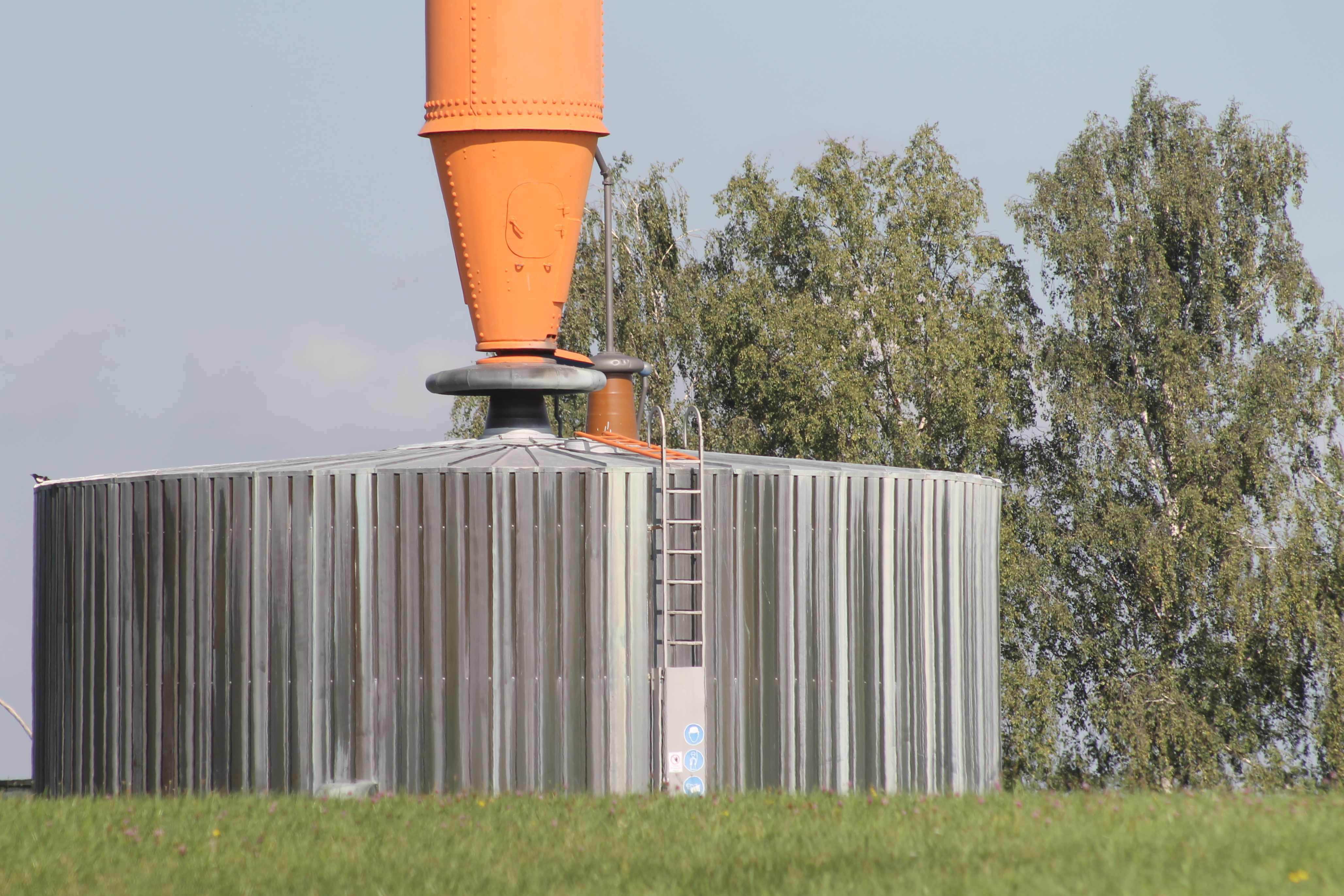
Fundament des Hauptsendemastes
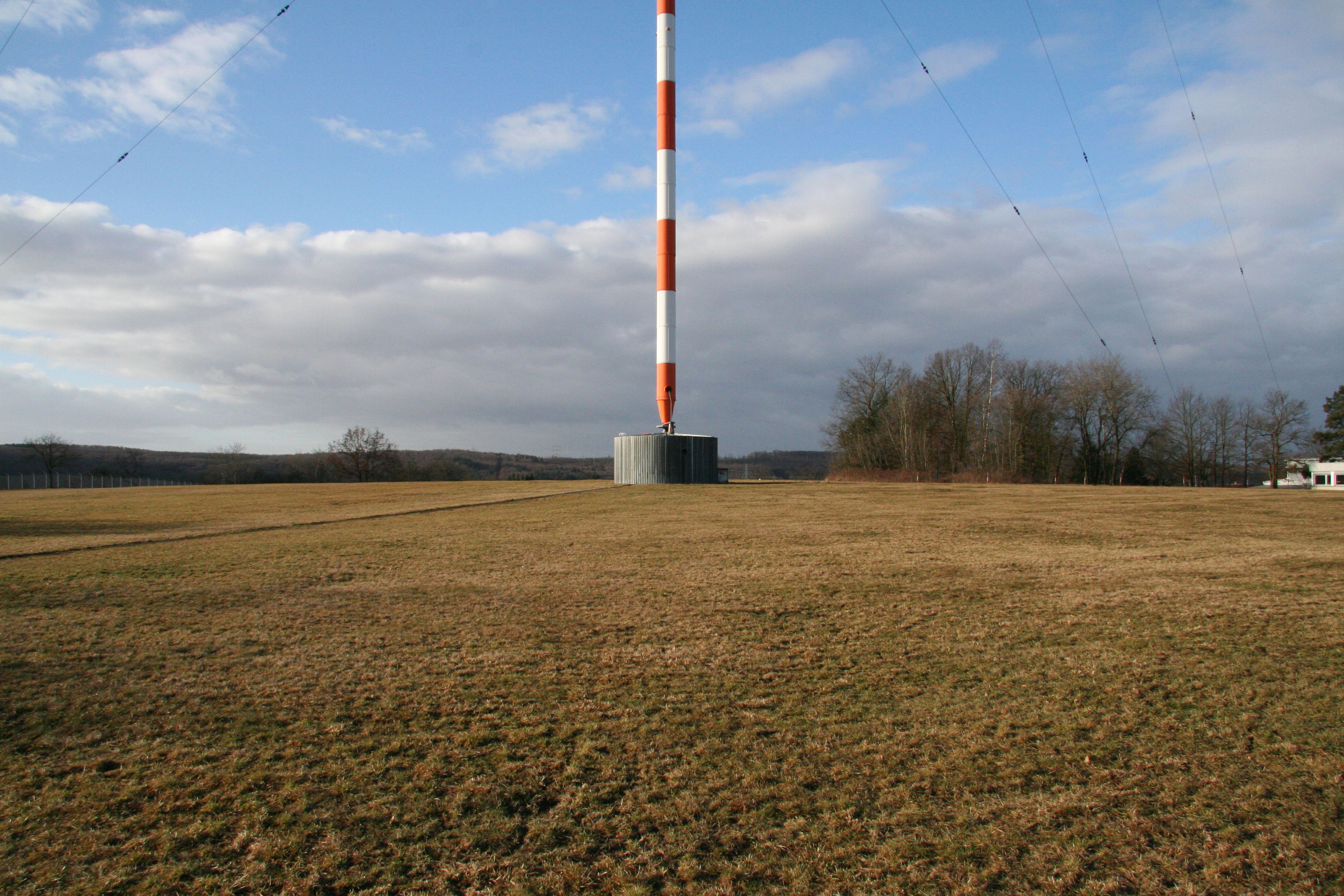
Fuß des Hauptsendemastes
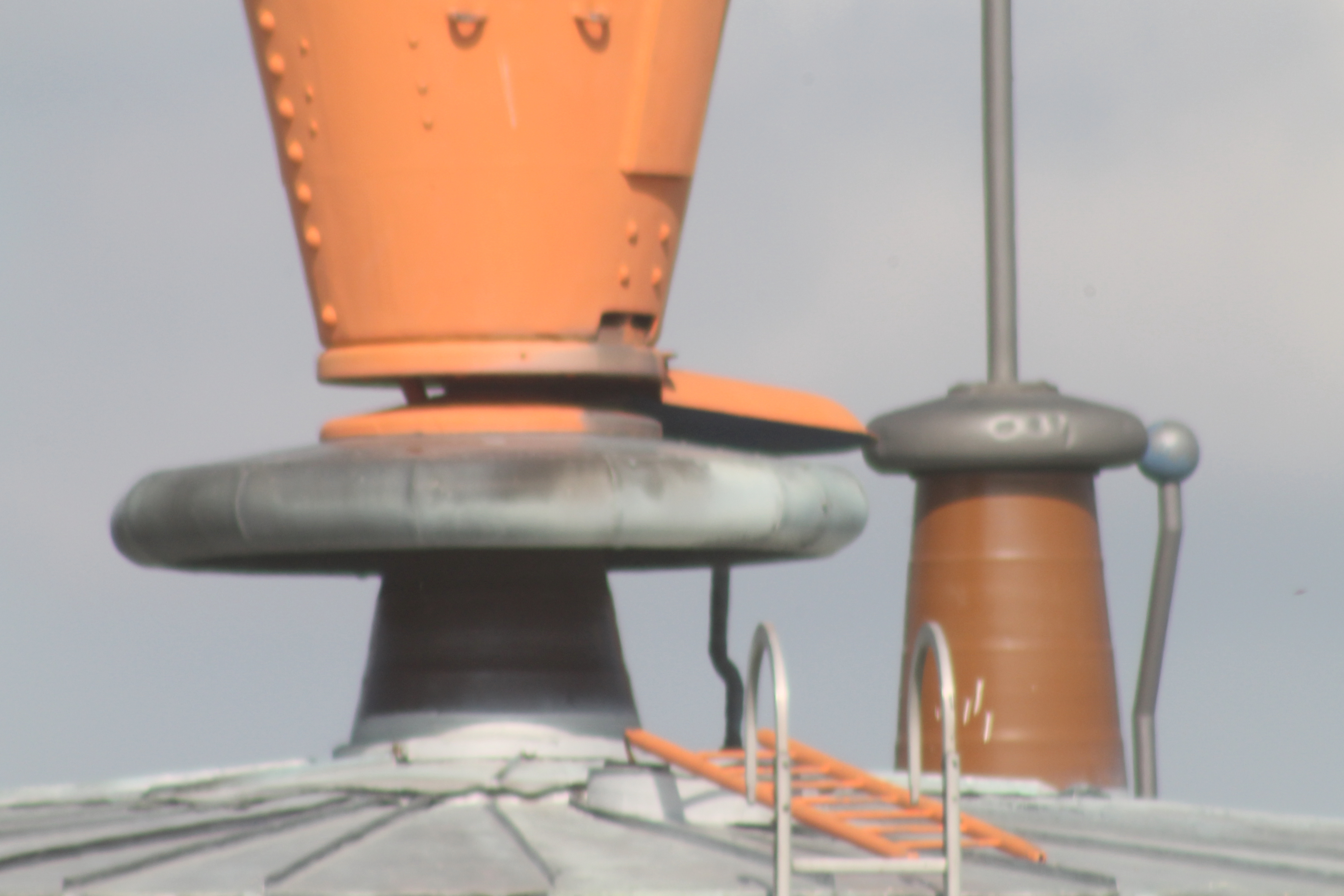
Fußpunktisolator des Hauptsendemastes
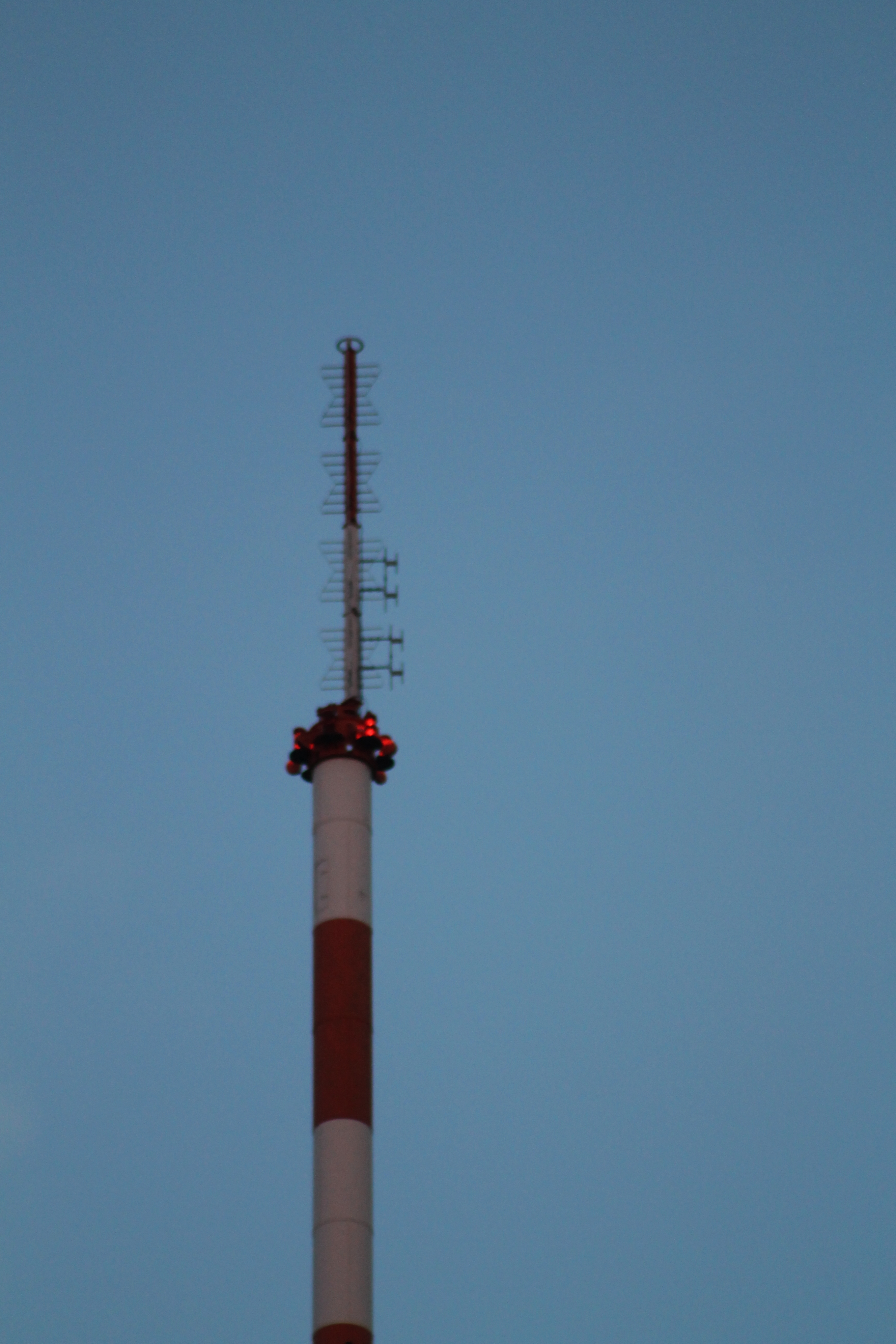
Spitze des Hauptsendemastes
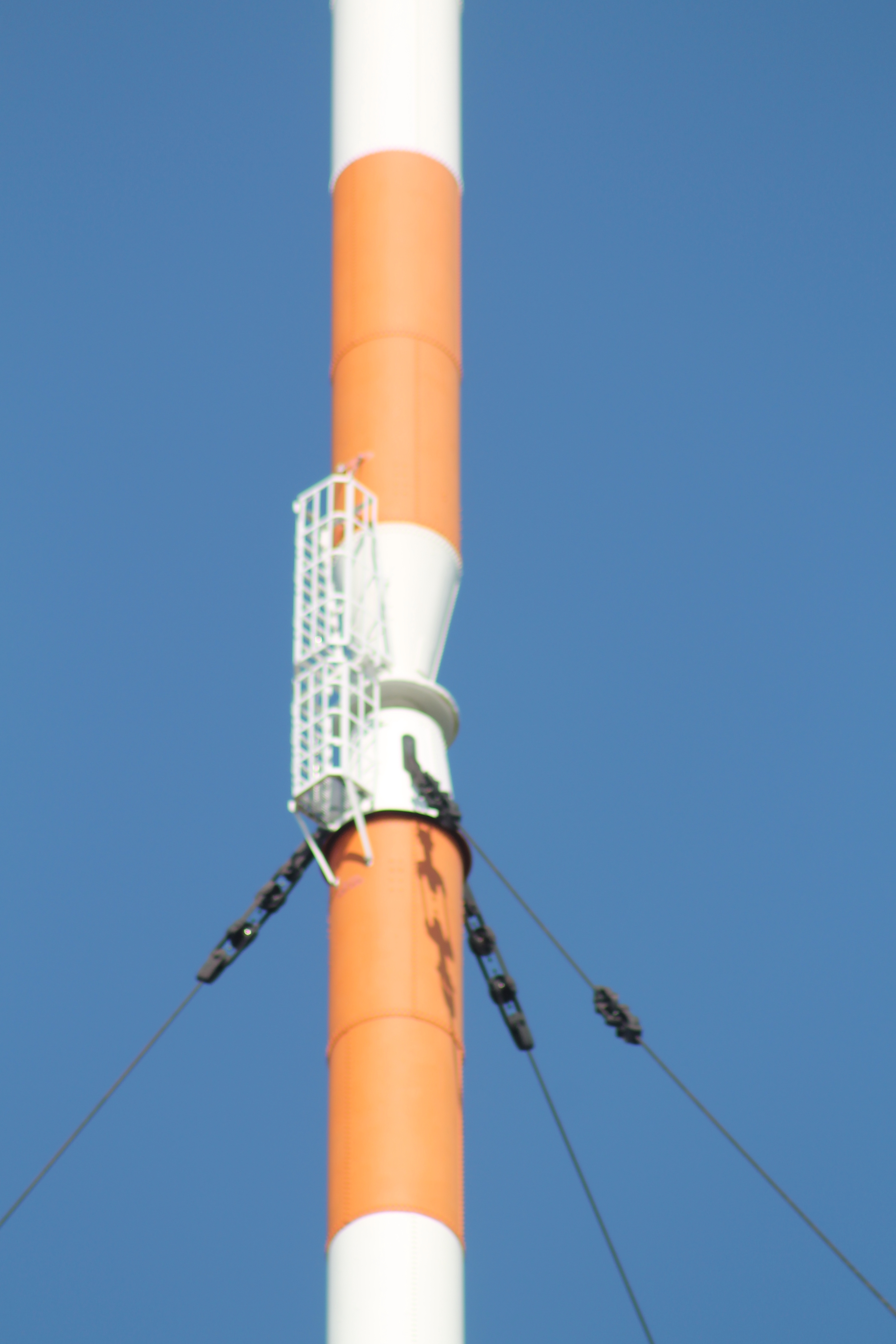
Trennisolator des Hauptsendemastes
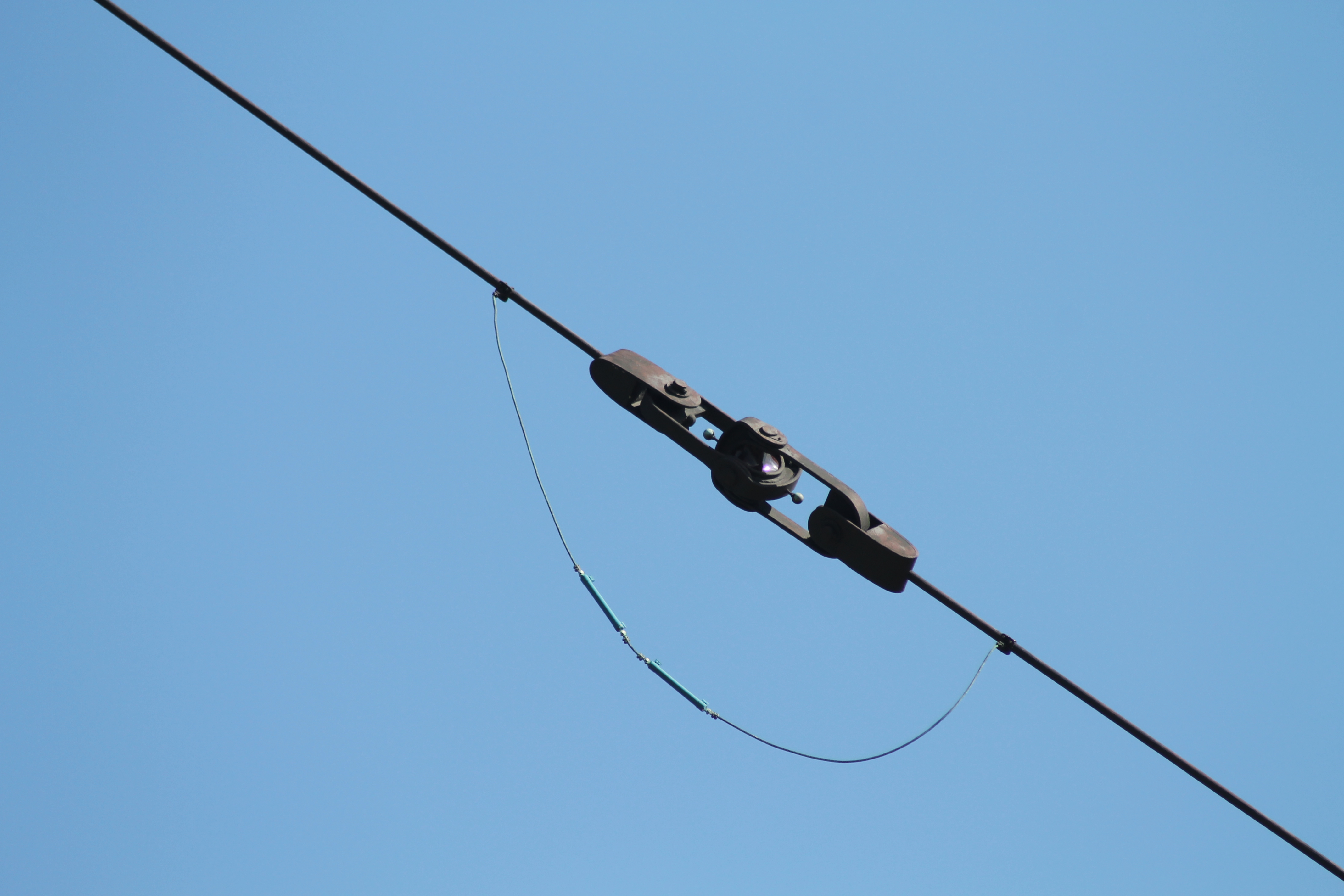
Pardunenisolator in der obersten Pardunenebene des Hauptsendemastes
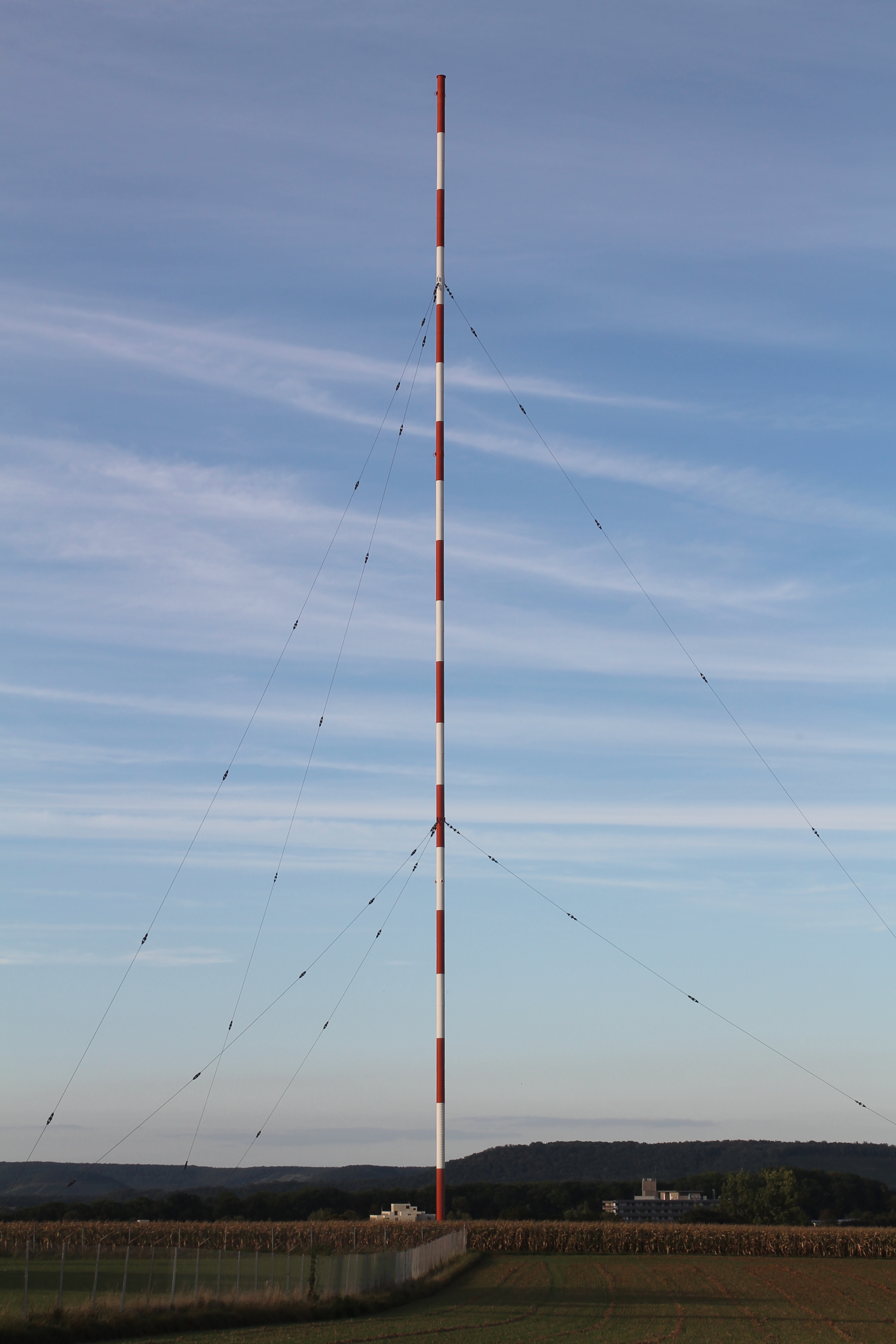
Der 130 Meter hohe Ausblendmast
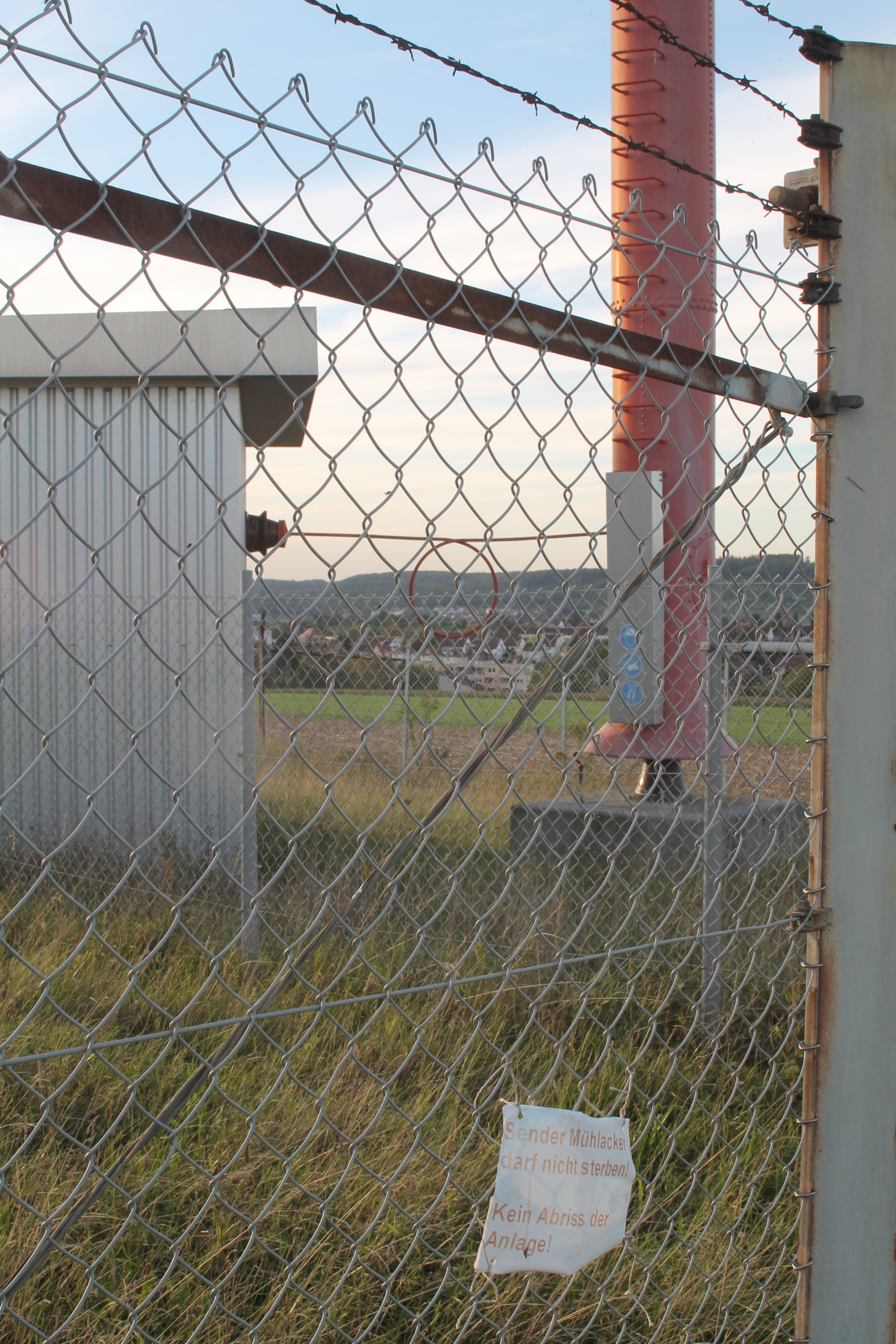
Fuß des Ausblendmastes
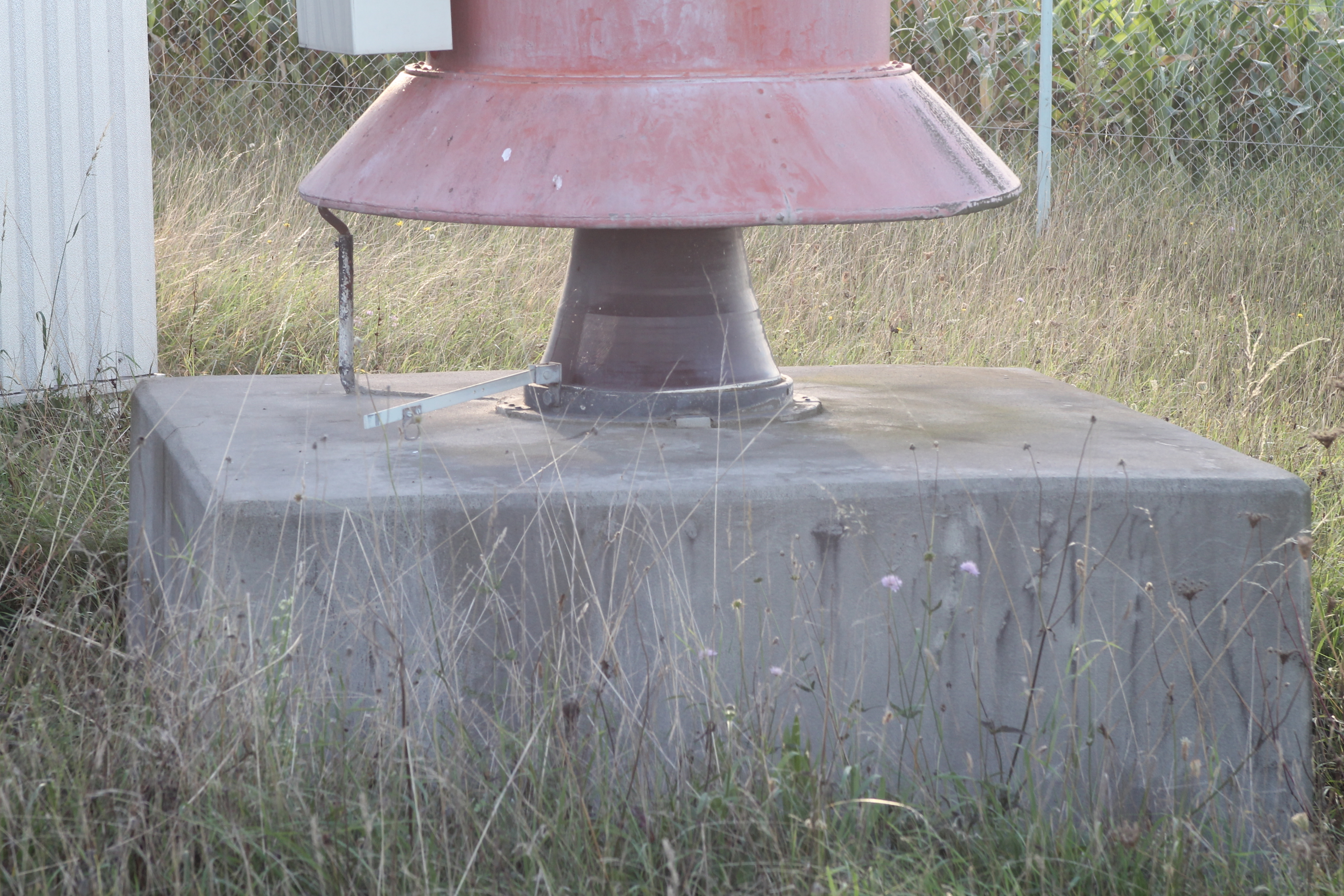
Fußpunktisolator des Ausblendmastes
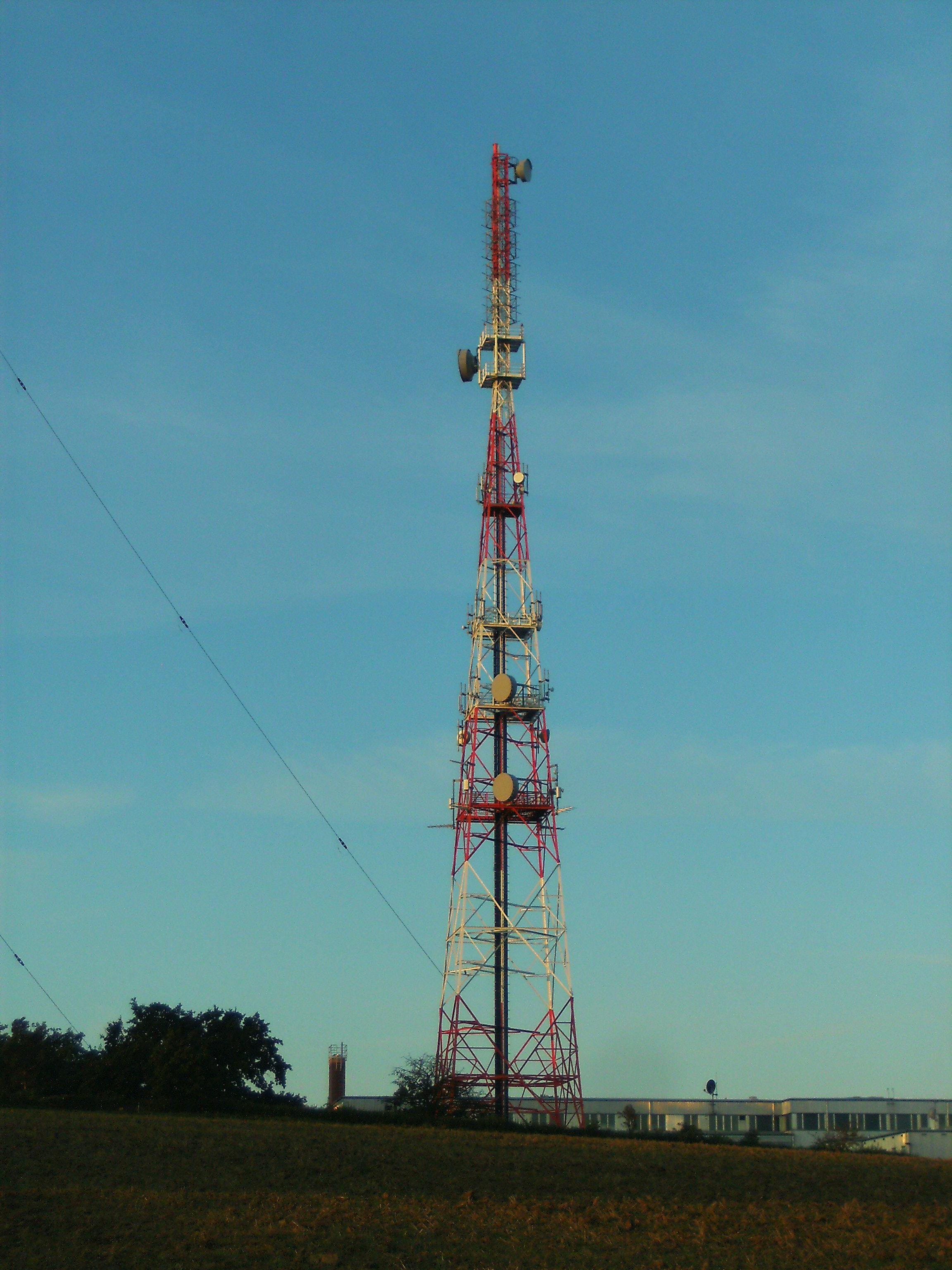
Richtfunkturm
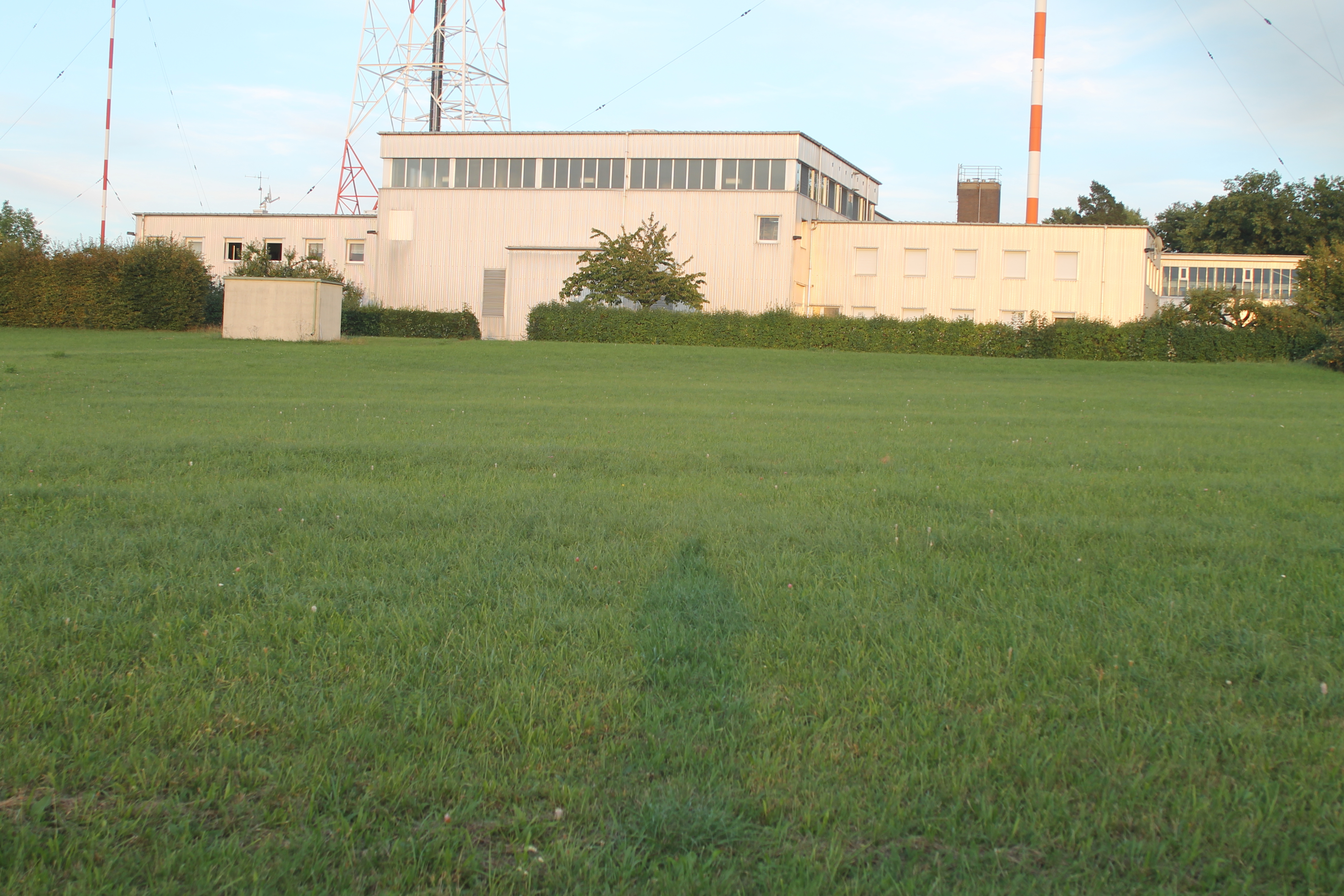
Sendergebäude
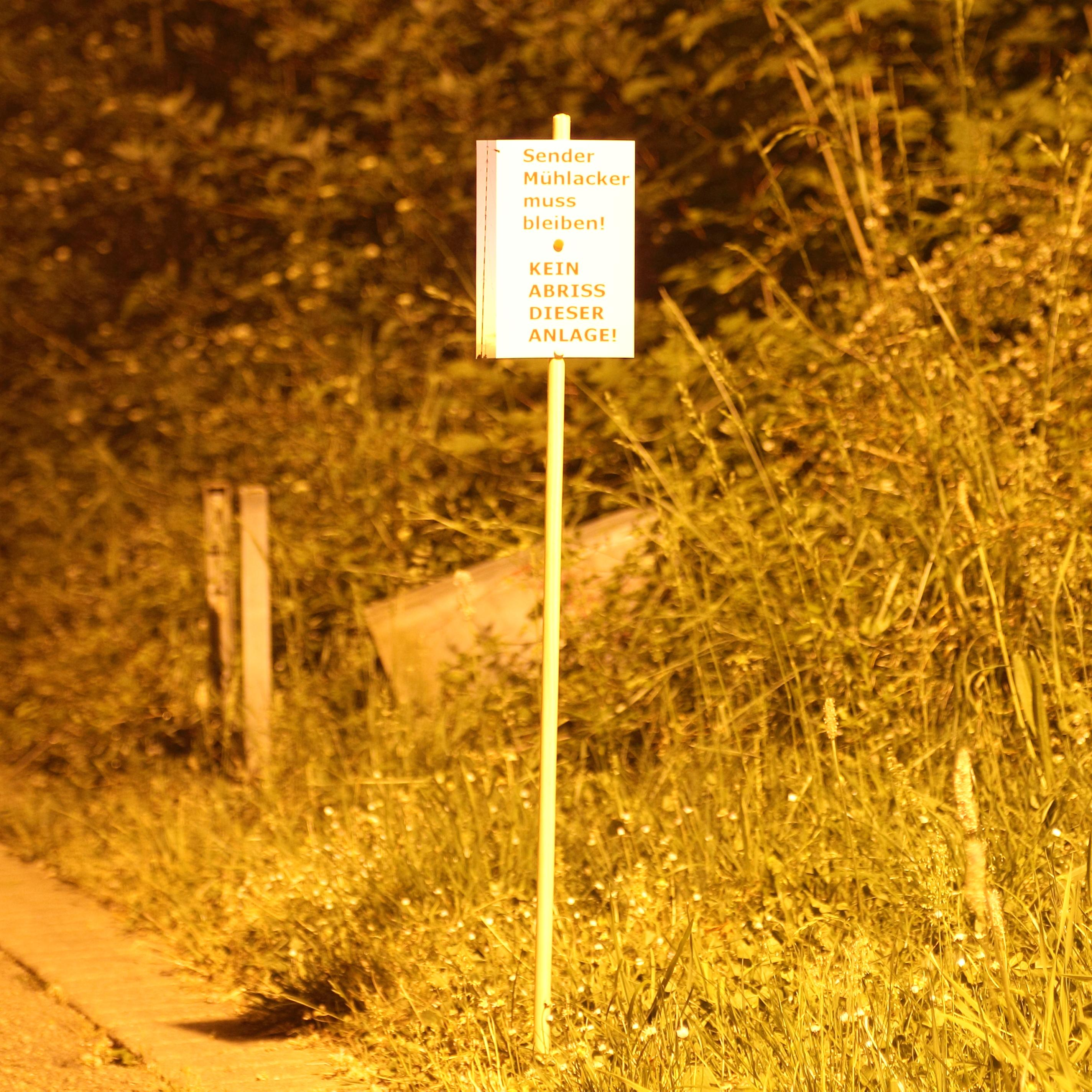
Protestschild für den Erhalt der Sendeanlage